# Birger Sörvik
Birger Sörvik (Gotemburgo, 4 de dezembro de 1879 — Hovås, 23 de março de 1978) foi um ginasta sueco que competiu em provas de ginástica artística.
Sörvik é o detentor de uma medalha olímpica, conquistada na edição britânica, os Jogos de Londres, em 1908. Nesta ocasião, competiu como ginasta na prova coletiva. Ao lado de outros 37 companheiros, conquistou a medalha de ouro, após superar as nações da Noruega e da Finlândia.